# سیلبرتوم
سیلبرتوم (انگلیسی: Silberturm) ساختمان اداری تجاری ۳۲ طبقه مستقر در شهر فرانکفورت است، که پروژه ساخت آن در سال ۱۹۷۲ آغاز شد و در سال ۱۹۷۸ به بهره‌برداری رسید.